# Belajska Vinica
Belajska Vinica is een plaats in de gemeente Duga Resa in de Kroatische provincie Karlovac. De plaats telt 183 inwoners (2001).